# ホウバン
座標: 北緯51度31分02秒 西経0度07分06秒 / 北緯51.5172度 西経0.1182度
ホウバン（英: Holborn）は、ロンドン中心部カムデン・ロンドン特別区にある地区。

## 交通
ロンドン地下鉄・セントラル線、ピカデリー線のホウバン駅